# Sonia Corrêa
Sonia Corrêa (18 de novembro de 1948) é uma ativista feminista e pesquisadora do Brasil, trabalhando principalmente em questões de igualdade de gênero, saúde e sexualidade. Foi fundadora da SOS-Corpo, entidade feminista de Recife (PE) que se dedica à defesa dos direitos reprodutivos e direitos sexuais das mulheres.